# 파주초등학교
파주초등학교(坡州初等學校)는 대한민국 경기도 파주시 파주읍에 있는 공립 초등학교이다.

## 학교 연혁
- 1906년 4월 1일 광흥학원으로 개교
- 1909년 4월 1일 파주공립보통학교 4년제 개교
- 1923년 4월 1일 파주공립보통학교 6년제 개교
- 1938년 4월 1일 파주공립심상소학교로 교명 변경
- 1941년 4월 1일 파주공립국민학교로 교명 변경
- 1945년 9월 25일 초대 성낙영 교장 취임
- 1982년 3월 9일 파주국민학교 병설 유치원 개원
- 1982년 12월 22일 특수학급 설치인가
- 1996년 3월 1일 파주초등학교로 교명 변경
- 1997년 7월 29일 체육관 신축
- 2003년 11월 4일 어린이 식당 신축(84평)
- 2006년 4월 1일 개교 100주년 기념 파주 교육박물관 개관
- 2006년 9월 1일 제19대 황덕순 교장 취임
- 2007년 2월 15일 제98회 졸업식 거행(졸업생 총계 10,891명)
- 2007년 3월 1일 13학급 편성(특수학급 1학급 포함)
- 2009년 3월 1일 11학급 편성(특수학급 1학급 포함)
- 2010년 2월 10일 제101회 졸업식 거행(누적 11,168명)
- 2010년 3월 1일 제20대 정지홍 교장 취임
- 2012년 3월 2일 제21대 김종신 교장 취임
- 2015년 2월 13일 제106회 졸업식 (총11,389명)
- 2015년 3월 1일 13학급 편성(특수학급 1학급 포함)

## 참고 자료
- 파주초등학교 - 한국교육학술정보원 학교알리미